# Microsporum
Microsporum es un género de hongos causantes de la tiña de la cabeza, tiña corporis, (dermatofitosis) entre otras micosis. Es un hongo filamentoso queratinofílicos incluido en el grupo de los dermatofitos.
Microsporum forma tanto macroconidios como microconidias:
- Las macroconidias hifas son hialinas, multiseptada, variable en forma, fusiforme, en forma de huso y obovadas, de entre 7 y 20 por 30 a 160 um de tamaño. Sus características de forma, tamaño y de la pared celular son características importantes para la identificación de especies.
- Las microconidias son hialinas, unicelulares, piriforme o claviforme, de paredes lisas, de 2,5 a 3,5 por 4-7 um de tamaño y no para el diagnóstico de cualquier especie. La separación de este género de Trichophyton se basa esencialmente en la rugosidad de la pared celular macroconidial, aunque en la práctica a veces puede ser difícil de observar.

## Hábitat
Mientras que el hábitat natural de algunas de las especies de Microsporum es el suelo (la especie geophilic), otras afectan principalmente a diversos animales (especies zoofílicas) o humanos (la especie antropofílicas). Algunas especies están aisladas de suelo y los animales (geophilic y zoofílicas). La mayoría de las especies de Microsporum están ampliamente distribuidos en el mundo mientras que otros han restringido la distribución geográfica. 

## Especies
Diecisiete especies de Microsporum se han descrito, sin embargo, los más significativos son:
- M. ouinii
- M. gallinae
- M. ferrugineum
- M. distortum
- M. nanum
- M. canis
- M. gypseum
- M. cookei
- M. vanbreuseghemii

## Fuente
- https://web.archive.org/web/20110903092730/http://www.doctorfungus.org/thefungi/Microsporum_spp.php

- Datos: Q639799
- Multimedia: Microsporum / Q639799
- Especies: Microsporum